# Gijnlim
Gijnlim ist eine rein männliche Hybridsorte des Gemüsespargels. Mittlerweile ist es die Standardsorte im kommerziellen Anbau, die vor allem zu Beginn der Spargelzeit unter schwarzer Folie gezogen wird. Gegenüber anderen kommerziell verbreiteten Spargelsorten kann sie etwa eine Woche früher gestochen werden. Neben ihrem frühen Erntezeitpunkt zeichnet sie sich auch durch einen hohen Ertrag aus.
Gijnlim hat einen hohen Ertrag, einen geraden Wuchs und einen fest geschlossenen Kopf. Gijnlim ist stark resistent gegen Pilze und wird deshalb auch für den Bio-Anbau empfohlen. Der Gesamtertrag ist im Vergleich zu anderen Spargelsorten hoch. Allerdings ist das Gewicht der einzelnen Spargelstangen eher niedrig.
Gijnlim gehört zu den rein männlichen Hybridsorten, die seit etwa den 2000er Jahren auf den Markt gebracht wurden und die älteren Sorten im Anbau fast vollständig verdrängten. Zuchtziele waren der Anbau unter Folie, die Verträglichkeit von Mineraliendünger. Gezüchtet wird Gijnlim vom niederländischen Unternehmen Limgroup (ehemals Limseed), einem der beiden großen noch verbliebenen Spargelzüchter. Wie bei allen Sorten von Limseed endet der Name von Gijnlim auf -lim.
Die Sorte wird von der britischen Royal Horticultural Society mit dem Award of Garden Merit ausgezeichnet.
Gijnlim kann allerdings nicht bis zum Ende der Spargelsaison geerntet werden, so dass auch im kommerziellen Anbau immer noch mindestens eine weitere Sorte angebaut wird.